# Augerville-la-Rivière
Augerville-la-Rivière és un municipi francès, situat al departament del Loiret i a la regió de Centre. L'any 2007 tenia 227 habitants.

## Demografia

### Població
El 2007 la població de fet d'Augerville-la-Rivière era de 227 persones. Hi havia 96 famílies, de les quals 28 eren unipersonals (8 homes vivint sols i 20 dones vivint soles), 36 parelles sense fills i 32 parelles amb fills.
La població ha evolucionat segons el següent gràfic:
Habitants censats

### Habitatges
El 2007 hi havia 138 habitatges, 95 eren l'habitatge principal de la família, 29 eren segones residències i 14 estaven desocupats. 135 eren cases i 2 eren apartaments. Dels 95 habitatges principals, 78 estaven ocupats pels seus propietaris, 11 estaven llogats i ocupats pels llogaters i 5 estaven cedits a títol gratuït; 1 tenia una cambra, 7 en tenien dues, 19 en tenien tres, 25 en tenien quatre i 42 en tenien cinc o més. 72 habitatges disposaven pel capbaix d'una plaça de pàrquing. A 36 habitatges hi havia un automòbil i a 52 n'hi havia dos o més.

### Piràmide de població
La piràmide de població per edats i sexe el 2009 era:
| Homes | Edats   | Dones |
| ----- | ------- | ----- |
| 0     | 95 o +  | 0     |
| 0     | 90 a 94 | 0     |
| 0     | 85 a 89 | 0     |
| 4     | 80 a 84 | 0     |
| 0     | 75 a 79 | 0     |
| 0     | 70 a 74 | 4     |
| 12    | 65 a 69 | 4     |
| 4     | 60 a 64 | 8     |
| 4     | 55 a 59 | 8     |
| 4     | 50 a 54 | 0     |
| 4     | 45 a 49 | 0     |
| 4     | 40 a 44 | 0     |
| 16    | 35 a 39 | 16    |
| 12    | 30 a 34 | 24    |
| 4     | 25 a 29 | 0     |
| 0     | 20 a 24 | 0     |
| 4     | 15 a 19 | 8     |
| 20    | 10 a 14 | 4     |
| 8     | 5 a 9   | 8     |
| 0     | 0 a 4   | 4     |

## Economia
El 2007 la població en edat de treballar era de 147 persones, 119 eren actives i 28 eren inactives. De les 119 persones actives 114 estaven ocupades (66 homes i 48 dones) i 5 estaven aturades (1 home i 4 dones). De les 28 persones inactives 13 estaven jubilades, 8 estaven estudiant i 7 estaven classificades com a «altres inactius».

### Ingressos
El 2009 a Augerville-la-Rivière hi havia 99 unitats fiscals que integraven 236,5 persones, la mediana anual d'ingressos fiscals per persona era de 24.231 €.

### Activitats econòmiques
Dels 13 establiments que hi havia el 2007, 2 eren d'empreses alimentàries, 2 d'empreses de fabricació d'altres productes industrials, 3 d'empreses de construcció, 1 d'una empresa de comerç i reparació d'automòbils, 1 d'una empresa de transport, 1 d'una empresa d'hostatgeria i restauració, 2 d'empreses de serveis i 1 d'una entitat de l'administració pública.
Dels 3 establiments de servei als particulars que hi havia el 2009, 2 eren guixaires pintors i 1 electricista.
Els 2 establiments comercials que hi havia el 2009 eren fleques.

## Poblacions més properes
El següent diagrama mostra les poblacions més properes.